# Чэн-хоу (царство Цзинь, эпоха Чуньцю)
Цзиньский Чэн-хоу (晉成侯) – четвертый правитель царства Цзинь в эпоху Чуньцю по имени Цзи Фу-жэнь (姬服人). Занял трон после своего отца У-хоу. После смерти Чэн-хоу престол унаследовал его сын Ли-хоу.